# Progressione del record italiano del salto triplo femminile

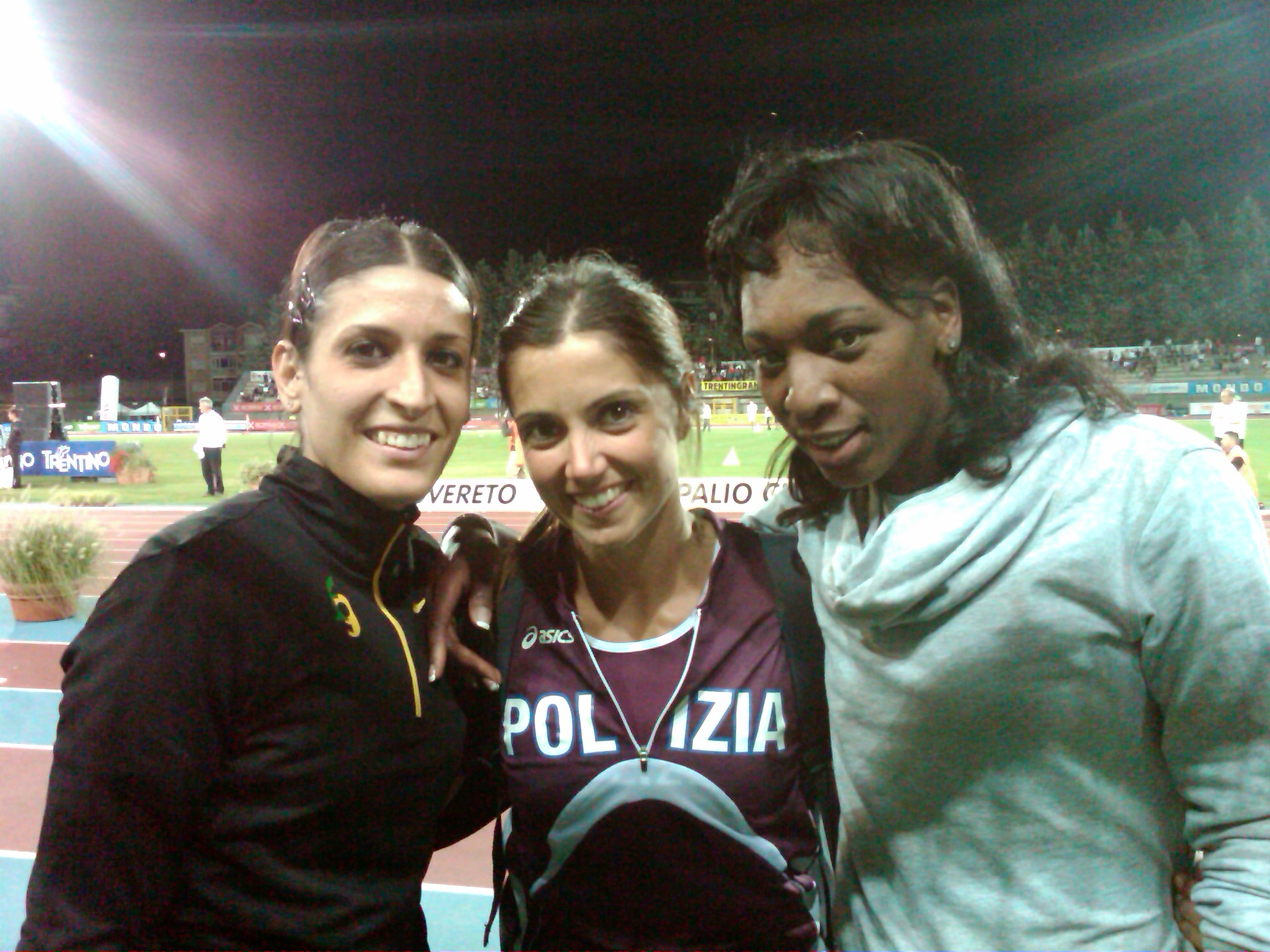
Magdelín Martínez (a destra), detentrice del record italiano del salto triplo dal 2002.

La voce seguente illustra la progressione del record italiano del salto triplo femminile di atletica leggera.
Il primo record italiano femminile in questa disciplina venne ratificato il 4 ottobre 1984.

## Progressione

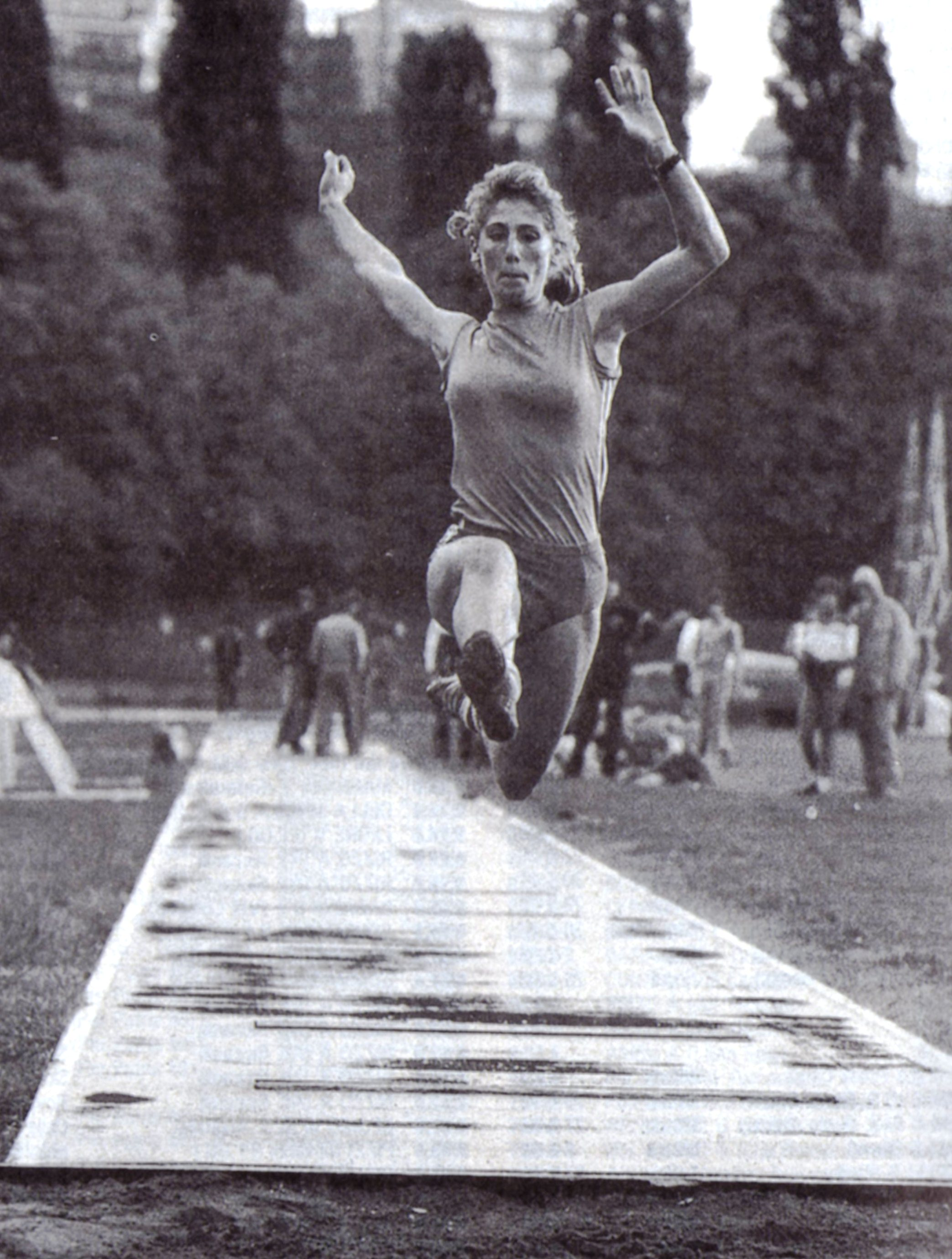
Antonella Capriotti, detentrice del record italiano dal 1990 al 1998.

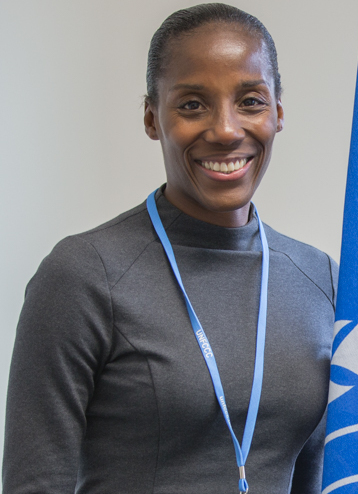
Fiona May, detentrice del record italiano dal 1998 al 2002.

| Misura  | Vento (m/s) | Atleta              | Società             | Luogo           | Data              | Note  |
| ------- | ----------- | ------------------- | ------------------- | --------------- | ----------------- | ----- |
| 11,90 m | n/d         | Luisa Celesia       | Diana Siracusa      | Siracusa        | 4 ottobre 1984    |       |
| 11,96 m | n/d         | Luisa Celesia       | CUS Catania         | Trento          | 9 giugno 1990     |       |
| 12,19 m | n/d         | Loredana Rossi      | Snia BPD Milano     | Trento          | 9 giugno 1990     |       |
| 12,44 m | n/d         | Luisa Celesia       | CUS Catania         | Trento          | 9 giugno 1990     |       |
| 12,49 m | n/d         | Luisa Celesia       | CUS Catania         | Pescara         | 13 settembre 1990 |       |
| 12,56 m | n/d         | Loredana Rossi      | Snia BPD Milano     | Pescara         | 13 settembre 1990 |       |
| 12,61 m | n/d         | Luisa Celesia       | CUS Catania         | Pescara         | 13 settembre 1990 |       |
| 12,64 m | n/d         | Luisa Celesia       | CUS Catania         | Pescara         | 13 settembre 1990 |       |
| 13,14 m | n/d         | Antonella Capriotti | CUS Roma            | Terracina       | 30 settembre 1990 |       |
| 13,28 m | n/d         | Antonella Capriotti | Snia BPD Milano     | Genova          | 20 febbraio 1991  | i     |
| 13,28 m | n/d         | Antonella Capriotti | Snia BPD Milano     | Torino          | 11 giugno 1991    |       |
| 13,48 m | n/d         | Antonella Capiotti  | Sisport Snia        | Asti            | 9 maggio 1992     |       |
| 13,58 m | n/d         | Antonella Capriotti | Sisport Snia        | Asti            | 9 maggio 1992     |       |
| 13,60 m | n/d         | Antonella Capriotti | Sisport Snia        | Asti            | 9 maggio 1992     |       |
| 13,66 m | n/d         | Antonella Capriotti | Sisport Snia        | Bologna         | 23 giugno 1992    |       |
| 13,79 m | -           | Antonella Capriotti | Sisport Fiat Torino | Genova          | 10 febbraio 1993  | i     |
| 13,83 m | -           | Antonella Capriotti | Sisport Fiat Torino | Toronto         | 14 marzo 1993     | i     |
| 14,01 m | -           | Antonella Capriotti | Sisport Fiat Torino | Toronto         | 14 marzo 1993     | i     |
| 13,75 m | n/d         | Antonella Capriotti | Sisport Fiat Torino | Arzignano       | 12 giugno 1993    | [ 1 ] |
| 13,96 m | n/d         | Antonella Capriotti | Sisport Fiat Torino | Arzignano       | 12 giugno 1993    | [ 1 ] |
| 14,07 m | n/d         | Antonella Capriotti | Sisport Fiat Torino | Stoccarda       | 21 agosto 1993    |       |
| 14,18 m | -0,1        | Antonella Capriotti | Sisport Fiat Torino | Stoccarda       | 21 agosto 1993    |       |
| 14,56 m | -           | Fiona May           | Snam                | Firenze         | 20 gennaio 1998   | i     |
| 14,34 m | n/d         | Fiona May           | Snam                | Milano          | 5 giugno 1998     | [ 2 ] |
| 14,65 m | +0,3        | Fiona May           | Snam                | San Pietroburgo | 27 giugno 1998    |       |
| 14,73 m | +0,9        | Magdelín Martínez   | Atletica 2000       | Rieti           | 8 settembre 2002  |       |
| 14,77 m | +0,9        | Magdelín Martínez   | Atletica 2000       | Torino          | 6 giugno 2003     |       |
| 14,90 m | -0,2        | Magdelín Martínez   | Atletica 2000       | Parigi          | 26 agosto 2003    |       |
| 15,03 m | +1,9        | Magdelín Martínez   | Atletica 2000       | Roma            | 26 giugno 2004    |       |